# بلاتينوم فيشن
شركة بلاتينوم فيشن المحدودة (باليابانية: プラチナビジョン株式会社، بالروماجي: Purachina bijon kabushiki gaisha) هو استوديو رسوم متحركة ياباني، تأسس في 30 مارس عام 2016، ويقع مقره في ميتاكا في طوكيو.

## أعمال الاستوديو

### مسلسلات أنمي تلفزيونية
| العنوان                                   | المخرج                   | تاريخ بداية العرض | تاريخ نهاية العرض | عدد الحلقات | المراجع |
| ----------------------------------------- | ------------------------ | ----------------- | ----------------- | ----------- | ------- |
| Servamp                                   | إيتو سارا هيدياكي ناكانو | 5 يونيو 2016      | 20 سبتمبر 2016    | 12          | [ 2 ]   |
| سايوكي                                    | هيدياكي ناكانو           | 5 يوليو 2017      | 20 سبتمبر 2017    | 12          | [ 3 ]   |
| خط الشياطين                               | هيدياكي ناكانو           | 7 أبريل 2018      | 23 يونيو 2018     | 12          | [ 4 ]   |
| Kono Oto Tomare! Sounds of Life           | ريوما ميزونو             | 6 أبريل 2019      | 28 ديسمبر 2019    | 26          | [ 5 ]   |
| Dr. Ramune: Mysterious Disease Specialist | هيدياكي أوبا             | 10 يناير 2021     | 28 مارس 2021      | 12          | [ 6 ]   |

### أفلام أنمي
| العنوان                      | المخرج         | تاريخ العرض  | المراجع |
| ---------------------------- | -------------- | ------------ | ------- |
| Servamp: Alice in the Garden | هيدياكي ناكانو | 7 أبريل 2018 | [ 7 ]   |

### أوفا أنمي
| العنوان                        | المخرج         | تاريخ العرض   | عدد الحلقات | المراجع |
| ------------------------------ | -------------- | ------------- | ----------- | ------- |
| Devils' Line: Anytime Anywhere | هيدياكي ناكانو | 23 اغسطس 2018 | 1           | [ 8 ]   |

## وصلات خارجية
- الموقع الرسمي باللغة اليابانية